# Rhön-Gymnasium Bad Neustadt
Das Rhön-Gymnasium ist das einzige Gymnasium in der unterfränkischen Kreisstadt Bad Neustadt an der Saale.

## Geschichte und Profil
1929 als „Private Real- und Lateinschule“ gegründet, besitzt das Rhön-Gymnasium heute zwei Ausbildungsrichtungen: neusprachlich und naturwissenschaftlich-technologisch (seit 2003). In beiden Zweigen lernt man Englisch sowie Latein und/oder Französisch und kann durch die spätbeginnende Fremdsprache Spanisch die erste oder zweite Fremdsprache  Latein oder Französisch ersetzen.
Das Rhön-Gymnasium hat eine offene Ganztagsschule für die Jahrgangsstufen 5 bis 8. 
Das Schulprofil entspricht dem Leitbild einer MINT-fördernden Bildungseinrichtung mit internationaler Ausrichtung. 
In den Jahren bis 2023 wurden die Gebäude und Außenflächen erweitert und saniert.

## Schülermitverantwortung
Die Schülermitverantwortung bietet unter anderem verschiedene Arbeitskreise (AKs) an. Dazu zählen neben konventionellen Arbeitskreisen wie „Schüler helfen Schülern“ auch außergewöhnliche Themenbereiche wie „Catering“ und „Technik“.

## Schülerzeitung

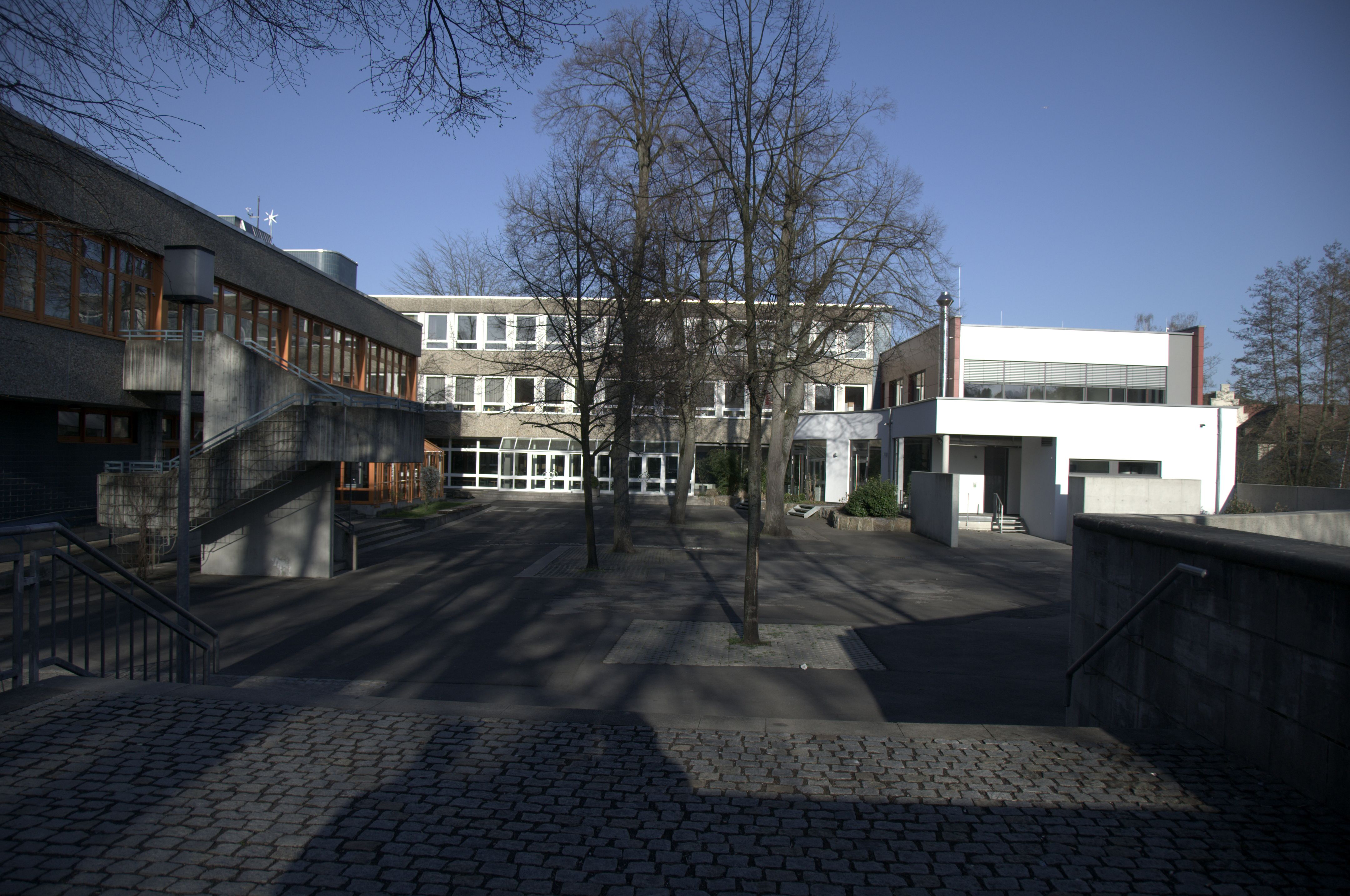
Pausenhof

Die Schülerzeitung Konturen bildet ein Aushängeschild des Rhön-Gymnasiums. Die bereits in den 1970er-Jahren ins Leben gerufene Zeitung errang in den 1990er-Jahren mehrfach den ersten Platz im bayerischen Schülerzeitungswettbewerb. Nachdem sie zwischenzeitlich ausgesetzt war, wird sie seit 2014 wieder neu aufgelegt.
Im Schuljahr 2023/24 wurden die Konturen bis zur europäischen Ebene ausgezeichnet. 

## Skulpturenpark Deutsche Einheit
Drei Klassen beteiligten sich an der Bemalung vom Feld der Fahnen im Nationaldenkmal Skulpturenpark Deutsche Einheit.